# Giasone Del Maino
Giasone Del Maino, connu aussi en France sous le nom de Jason Mainus, est un jurisconsulte italien né probablement à Pesaro ou Milan en 1435, et mort à Pavie le 22 mars 1519.

## Biographie
Giasone Del Maino est le fils né hors mariage du conseiller ducal Andrea ou Andreotto del Maino. Andreotto del Maino avait été banni de Milan pour un crime qu'il y avait commis et s'était retiré à Pesaro. Il serait né d'une liaison de son père avec une servante prénommée Annetta. Après quelque temps d'exil, Andreotto del Maino est revenu à Milan avec son fils et ses frères légitimes. Ils ont eu un précepteur. Après avoir étudié les humanités, il est allé étudier le droit à l'université de Pavie à partir de 1450, mais il s'est livré la première année à sa passion pour les jeux de carte et y perdit tout son argent et ses livres. Les réprimandes de son père l'ont amené à reprendre ses études. De 1451 à 1453, il a suivi les cours de Giacomo Dal Pozzo, en 1454, Girolamo Torti, à Pavie. En 1456, il se rend à Bologne où il suit les cours d'Alessandro Tartagni jusqu'en 1457. Il est revenu à Pavie entre 1458 et 1460 où il a pu obtenir une licence. Il est revenu à Bologne, entre 1461 et 1466, où il est l'élève de Tartagni, de Francesco Accolti et de Catone Sacco dont il a écrit l'épitaphe. En 1467, il est enregistré comme professeur de droit civil de l'université de Pavie. Il n'a obtenu son diplôme in utroque jure que le 5 mai 1472. Il a expliqué les Institutiones, a fait des commentaires sur De actionibus, discute sur les Quaestiones et probablement publié à Pavie en 1477. Il a prononcé le 11 août 1484 l'oraison funèbre de Girolamo Torti.
En 1485, le sénat de Venise a accepté sa nomination à la chaire de droit civil de l'université de Padoue. Il a commenté le Digestum Vetus et le Codex. Ses gages étaient de 1 000 ducats, mais trouvant que ce n'est pas assez, il demande une augmentation qui est refusée. Il quitte Padoue pour enseigner à l'université de Pise. Il a professé dans cette université jusqu'en 1491 lorsque Ludovic Sforza le rappelle à Pavie. Sa réputation aurait attiré 3 000 élèves.
En 1492, il fait partie de la délégation que Ludovic Sforza a envoyé à Rome pour féliciter Alexandre VI pour son élévation au pontificat où il a fait un discours. Il en a fait un semblable à l'occasion du mariage de Maximilien Ier avec Blanche-Marie Sforza, nièce de Ludovic Sforza, en 1494. L'empereur le remercie en lui donnant les titres de chevalier et de comte palatin. Il fait un nouveau discours le 15 avril 1495 pour féliciter Ludovic Sforza après avoir reçu le titre de duc de Milan. Il est alors nommé conseiller de ce prince et patrice.
À cette époque, Giasone Del Maino étant devenu presque aveugle, il doit arrêter de donner des cours. Il les reprend quatre ans plus tard quand Louis XII s'étant rendu maître du duché de Milan, en 1499, il lui a demandé de les reprendre et a voulu à y assister. Quand Louis XII vient écouter son cours, il  a choisi pour sujet de montrer que lorsque la dignité de chevalier est donnée par un prince à celui qui se distingue dans un combat, elle se transmet du père à ses enfants. Quand il est descendu de sa chaire, le roi l'a embrassé et lui a donné le château de Piopera. En particulier, il lui a demandé pourquoi il ne s'était pas marié. Giasone Del Maino lui a répondu que c'était pour qu'il soit nommé cardinal par le pape sur sa recommandation. Ce qui n'a pas été fait.
Filippo Decio qui professait lui aussi la jurisprudence à l'université était jaloux de ses succès et ne cessait de l'attaquer par des railleries. Il a eu aussi des démêlés avec Francesco Corti l'Ancien (14..-1495).
Quand les Français se retirent du Milanais, il obtient la confiscation des biens de Gian Giacomo Trivulzio qui s'était rallié au roi.
Giasone Del Maino ne se faisait pas un scrupule de s'attribuer le travail des autres. Il s'est vanté d'avoir publié un commentaire sur De Actionibus qui avait été rédigé en fait par Alexandre d'Imola. Il a fait copier par des élèves de l'université de Bologne les cours de Bartolomeo Socini pour en faire son profit. Il s'est aussi approprié des écrits de Girolamo Torti.
Il est mort à Pavie le 22 mars 1519 et inhumé dans l'église Saint-Jacques avec cette épitaphe :
JASO MAINUS JURISCONSULTUS , EQUES ET COMES , QUISQUIS ILLE FUERIT , HIC REQUIESCIT.
(traduit du latin par : Jason Mainus le Juriconsulte, Chevalier et Comte, Quel que ce soit, Repose ici)
Il a eu un fils né hors mariage, nommé Polydamas, qui a eu des charges à Gênes.

## Publications

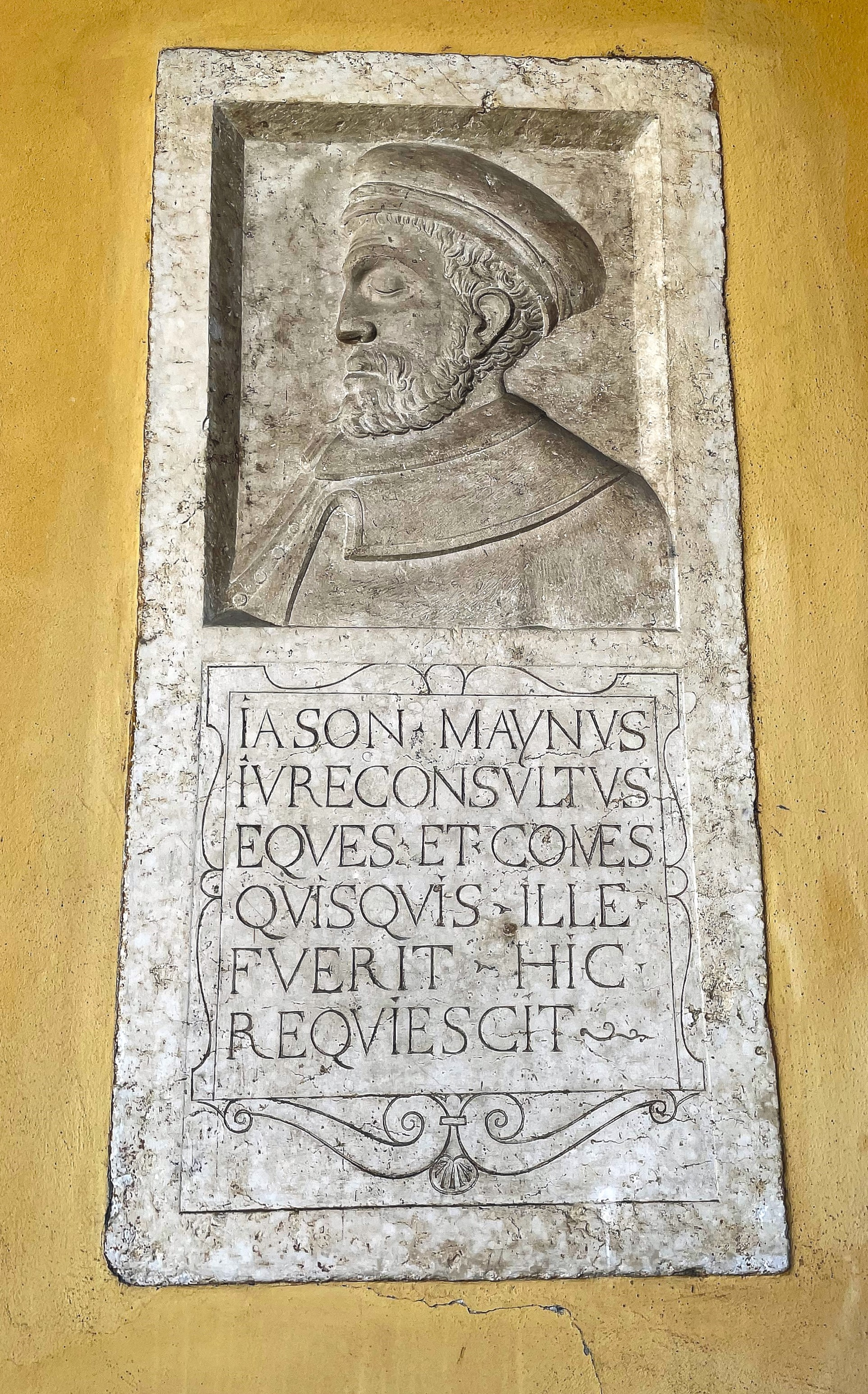
Pierre tombale de Giasone del Maino, 1519, Université de Pavie.

- Oratio apud Alexandrum VI habita pro Mediolanensium principe. Publié dans le recueil intitulé : Orationes clarorum hominum editæ ab Accademia Veneta, Venise, 1559, Paris, 1577 ;
- Epithalamion in nuptias Maximiliani regis et Blanchae Mariae reginae Romanorum, parmi les Scriptores rerum germanicarum de Freher, Francfort, 1602, tome 2, p. 222 ;
- Super titulo "De actionibus" ;
- Oratio habita in funere excellentissimi jurisconsulti Hieronymi Forti tenentis primam cathedram in felici gymnasio ticinensi per me Jasonem de Mayno, mediolanensem juris utrisque doctorem, Augusti anno 1484. John George Shelhorn l'a publié dans le recueil Amœnitates litterariæ, p. 456 ;
- In primam & secundam Digesti novi partem commentaria cum summariis, Lyon, 1536 ;
- In primam & secundam Codicis partem commentaria cum additionibus & summariis, Lyon, 1536 ;
- In priam & secundam Infortiati partem commentaria, Lyon, 1536 ;
- In priam & secundum Digesti Veteris partem commentaria, Lyon, 1536. On a joint à ce texte Repertorium, seu Index alphabeticus in commentaria Jasonis Mayni, Lyon, 1536. Ils ont été réimprimés cum doctorum adnotationibus, præsertim Joannis Francisci Purpurati, Venise, 1568, 1573, Lyon, 1581 ;
  - (la) Repertorium in Iasonis Mayni Commentaria, Venise, Lucantonio Giunta, 1585 (lire en ligne)
- Lectura super titulo de actionibus in Institutiones Justiniani, emendata per Antonium Angelum Carcassonam Sardum. Item termini actionum per Joannem Crispum  Montanum, Lyon, 1556 ;
- Consiliorum, sive responsorum volumina IV cum luculentissimis additionibus & notis Francisci Betii & Hieronymi Zanchi, Venise, 1581, Francfort, 1609 ;
- Repetitio in L. Quominis de Fluminibus, Lyon, 1553.

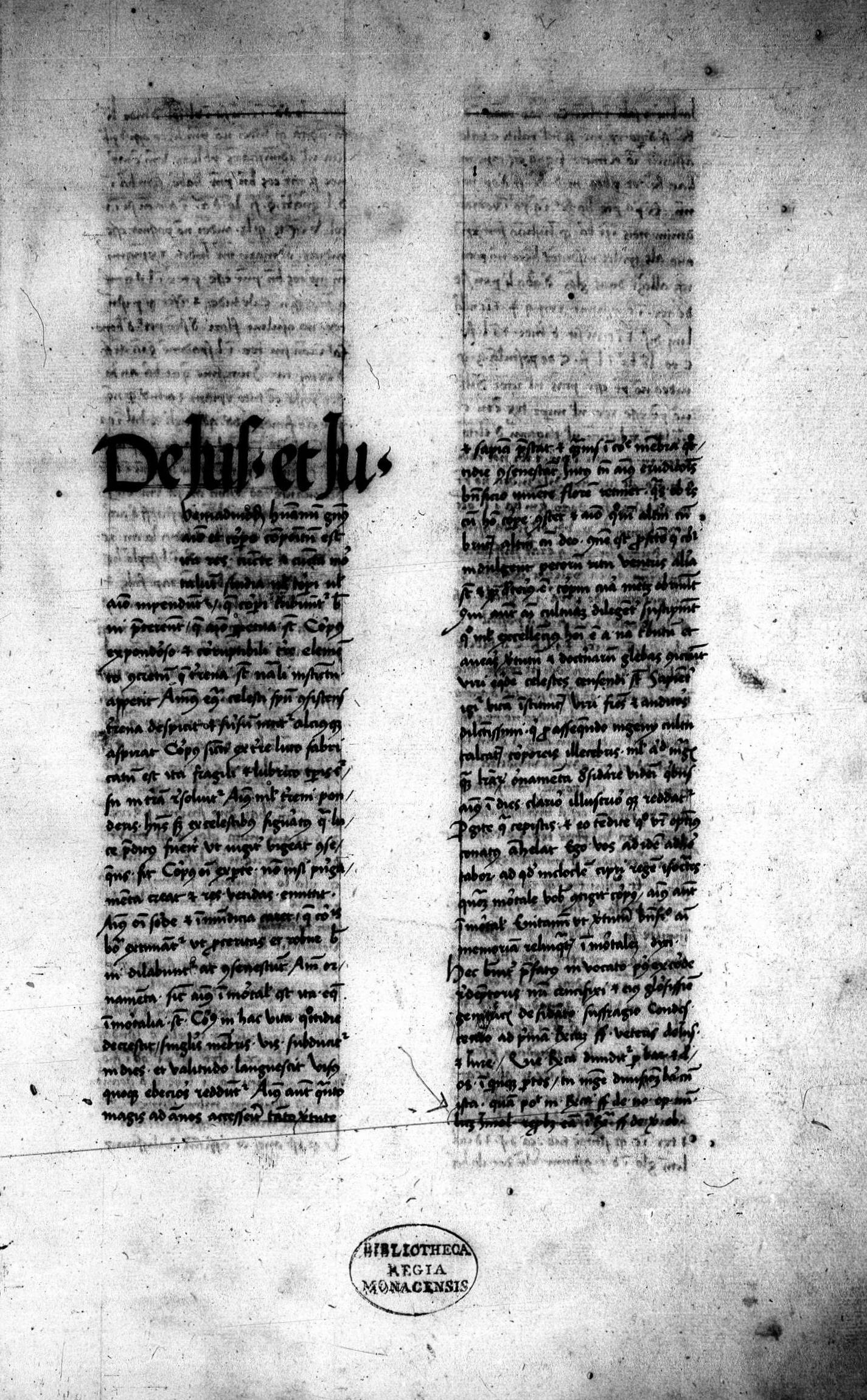
Lectura Digesti veteris, pars I. Manuscrit du XVe siècle.